# Lac de Pine Flat
Le lac de Pine Flat est un lac artificiel ou un réservoir dans les contreforts de la Sierra Nevada, dans l'est du comté de Fresno, en Californie, à la frontière nord-sud ouest des forêts nationales de la Sierra et de Sequoia, à environ 48 kilomètres à l'est de Fresno. Le lac est géré par le US Army Corps of Engineers (USACE) et est ouvert aux plaisanciers, campeurs et randonneurs.
Le lac a été formé par la construction du barrage de Pine Flat sur la rivière Kings en 1954 par le US Army Corps of Engineers, et a une capacité de stockage de 1,2 km3. Bien qu'il ait été principalement conçu pour le contrôle des inondations, le projet prévoit également l'irrigation et la recharge des aquifères, les loisirs et avec l'achèvement en 1984 de la centrale électrique Jeff L. Taylor Pine Flat, la production d'énergie hydroélectrique à hauteur de 165 mégawatts.

## Loisirs et faune
Le lac est une destination touristique régionale populaire pour les loisirs aquatiques. Le US Army Corps of Engineers, District de Sacramento, gère les terres autour du lac et offre plusieurs zones de loisirs et de gestion de la faune. Les aires de loisirs et de faune suivantes aident les visiteurs du lac à découvrir le lac Pine Flat :
- Deer Creek Recreation Area et Pine Flat Lake Marina[1] (la marina est exploitée en privé en vertu d'un accord avec l'USACE).
- Aire de loisirs et terrain de camping Island Park[2]
- Zone de loisirs de Lakeview
- Réserve faunique d'Edison Point (ouverte à la chasse et à l'observation de la faune)
- Aire de loisirs et terrain de camping Trimmer Springs[3]
- Réserve faunique de Sycamore Creek (ouverte à la chasse et à l'observation de la faune)
- Aire de loisirs et terrain de camping Kirch Flat (géré par Sierra National Forest)[4]

Les pêches sont gérées et stockées par le California Department of Fish and Wildlife , les espèces de poissons communs comprennent : un bar (achigan à petite bouche et à grande bouche, tacheté), la truite arc-en-ciel, king (chinook) et saumon kokanee, siluriformes, le crapet et crapet arlequin. Les pêcheurs à la ligne peuvent pêcher la truite arc-en-ciel indigène dans la partie supérieure de la rivière Kings, qui est une zone de gestion spéciale qui encourage la reproduction naturelle de la truite sauvage sans la plantation de stocks domestiques. Les pêcheurs à la ligne doivent détenir un permis de pêche valide et se conformer à toutes les règles et réglementations du California Department of Fish and Wildlife.
La chasse est autorisée à l'extérieur des zones de loisirs aménagées, avec un arc ou un fusil de chasse uniquement.
L'application des règles et des règlements est assurée par USACE Park Rangers, les Game Wardens avec le California Department of Fish and Wildlife, et les deputés du Fresno County Sheriff's Department.